# アマルゴーサ川

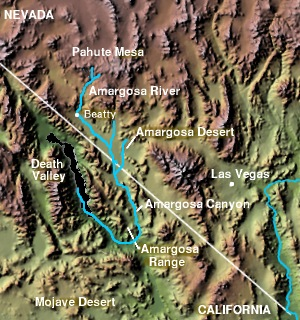
アマルゴーサ川

アマルゴーサ川（アマルゴーサがわ、英: Amargosa River）は、アメリカ合衆国ネバダ州南部からカリフォルニア州東部にかけて流れる川。長さ185マイル（298km）。
ラスベガス北西の砂漠地帯を流れ、デスヴァレーに入り、そこで水は砂に吸い込まれ消える。アマゴーサキャニオンを除き、水は稀に来る大雨の後しか流れない。名前は「苦い水」を意味するスペイン語から付けられている。